# 前田豪
前田 豪（まえだ たけし、1943年4月5日 - ）は、日本の観光コンサルタント。都市計画家、観光計画・地域計画家。株式会社リージョナルプランニング代表。地域の観光計画・リゾート開発の他、全国の市町村でまち起こしやまちづくりを手がけている。
その他、東京大学大学院農学生命科学研究科、長崎国際大学国際観光学科非常勤講師を務める。農学博士。東京都出身。

## 経歴
- 1966年　東京大学農学部林学科（造園学教室）卒業
- 1968年　東京大学生物系大学院修士課程修了
- 1970年　東京大学大学院博士課程中退
- 1970年-1998年、ラック計画研究所
- 1975年、学位授与
- 1975年-1977年、立教大学観光学科非常勤講師
- 1977年、日本造園学会賞論文部門受賞
- 1980年-1983年、東京大学農学部林学科（森林レクリエーション論）非常勤講師
- 1982年-2002年、東京大学大学院（造園学特論）非常勤講師
- 1990年、ラック計画研究所代表取締役
- 1990年、株式会社リージョナルプランニング設立
- 1997年-2001年、中小企業大学校講師
- 2001年、長崎国際大学観光学科非常勤講師

## 著書
- 日本型リゾート計画論 日本観光協会 1990
- リゾート事業の地域波及効果 総合ユニコム 1991
- 観光・リゾート計画論 総合ユニコム 1992
- 地域交流事業のソフト戦略 総合ユニコム 1999
- 観光地づくりの手法 日本観光協会 2001
- 観光からのまちづくり 自主出版 2003
- 新世論己の観光地域づくりの手法 日本観光協会 2003
- これからの観光地づくりのための手法 日本観光協会 2004
- 西米良村の挑戦 鉱脈杜 2004

## 主な業績
- 中規模観光レクリエーション基地（1976年）運輸省
- 盛岡手づくり村計画（1979年-1980年）岩手県盛岡市
- 静岡鉄道静波土地開発基本計画（1983）
- 早川町観光計画（1983年）
- 棚倉町シティスポーツプラザ基本計画（1983年）福島県棚倉町
- 足助町総合福祉センター基本計画（1985年）　　空知県足助町
- 南洋ケアバーク整備実施計画（1988年）
- ワインレッド・ケアバーク基本設計（1989年）山形県南陽市
- 第4次宮崎県観光振興計画（1990）、宮崎花の展関戦略（1991）
- 上越市観光振興5か年計画（1995）
- 島根県海士町「さぎえカレー」産品開発と商品化・販売実施計画 リクルート
- 夢崎彼の公園基本計画（1998年）山口県豊北町
- 三菱釜山広域群観光開発計画（1998）